# (500407) 2012 TC110
(500407) 2012 TC110 es un asteroide perteneciente al cinturón de asteroides, descubierto el 25 de septiembre de 2007 por el equipo del Mount Lemmon Survey desde el Observatorio del Monte Lemmon, Arizona, Estados Unidos.

## Designación y nombre
Designado provisionalmente como 2012 TC110.

## Características orbitales
2012 TC110 está situado a una distancia media del Sol de 2,978 ua, pudiendo alejarse hasta 3,282 ua y acercarse hasta 2,674 ua. Su excentricidad es 0,102 y la inclinación orbital 11,18 grados. Emplea 1877,53 días en completar una órbita alrededor del Sol.

## Características físicas
La magnitud absoluta de 2012 TC110 es 16,2.